# Nụ cười (bài hát)
"Nụ cười" (tiếng Nga: Улыбка, đã Latinh hoá: Ulybka) là tên một bài hát Nga do Vladimir Yakovlevich Shainsky (Шаинский, Владимир Яковлевич) viết nhạc và Mikhail Slavtakovich Plyatskovsky (Пляцковский, Михаил Спартакович) viết lời. Bài hát đã được sử dụng trong bộ phim hoạt hình Gấu mèo con (Крошка Енот). Bài hát không những được ưa chuộng tại Nga mà còn được nhiều người khắp nơi trên thế giới ưa thích. Không chỉ quen thuộc với thiếu nhi mà bài hát được nhiều người lớn thuộc lòng.
Bài hát có giai điệu vui vẻ, tinh nghịch, tràn đầy sự hồ hởi. Khi biểu diễn, thường có tiếng cười xen vào giữa bài hát. Bài hát với ngôn từ trong sáng và tiếng cười hồn nhiên làm người nghe cảm thấy yêu đời và hy vọng vào một tương lai tốt đẹp.
Nội dung bài hát "Nụ cười" ca ngợi niềm lạc quan trong cuộc sống của tuổi trẻ. Ở đó, tiếng cười đem lại niềm tin và hạnh phúc.
Lời tiếng Việt của bài hát do nhạc sĩ Phạm Tuyên đặt.

## Lời ca khúc

#### Bản tiếng Việt:
1)
Cho trời sáng lên cùng với bao nụ cười
Cầu vồng thêm lung linh bao sắc ánh lên ở khắp nơi
Nụ cười tươi chúng ta cùng chung niềm vui
Trong cuộc sống đầm ấm yên vui ta cùng cất tiếng cười.
Để làn mây không bay đi xa, những giọt mưa bay bay bên ta
Để dòng nước từ con suối xinh thành dòng sông sóng xô
Tiếng cười vui luôn luôn bên ta, tiếng cười sẽ luôn luôn ngân xa
Tiếng cười là bạn đường tháng năm của tuổi niên thiếu ta
Tiếng cười vui luôn luôn bên ta, tiếng cười sẽ luôn luôn ngân xa
Tiếng cười là bạn thân tháng năm không thể nào xoá nhoà.
2)
Cho trời sáng lên và áng mây tươi hồng
Đẩy lùi xa bao nhiêu u ám gió mưa và bão bùng
Rừng âm u đã thức dậy đón ngày mới
Trong làn nắng lộng gió ban mai vang bài ca yêu đời.
Để làn mây không bay đi xa, những giọt mưa bay bay bên ta
Để dòng nước từ con suối xinh thành dòng sông sóng xô
Tiếng cười vui luôn luôn bên ta, tiếng cười sẽ luôn luôn ngân xa
Tiếng cười là bạn đường tháng năm của tuổi niên thiếu ta
Tiếng cười vui luôn luôn bên ta, tiếng cười sẽ luôn luôn ngân xa
Tiếng cười là bạn thân tháng năm vẫn tràn ngập lòng ta